# 达豪集中营
达豪集中营（德語：Konzentrationslager (KZ) Dachau），是纳粹德国所建立的第一个集中营，位于德国南部巴伐利亚州达豪镇附近的一个废弃兵工厂，距离慕尼黑16公里。1933年3月22日达豪集中营建成启用。1945年4月29日美军解放达豪集中营，同时发生达豪大屠杀。达豪集中营曾先后关押超过188,000人，其中32,000人死亡。

## 建筑

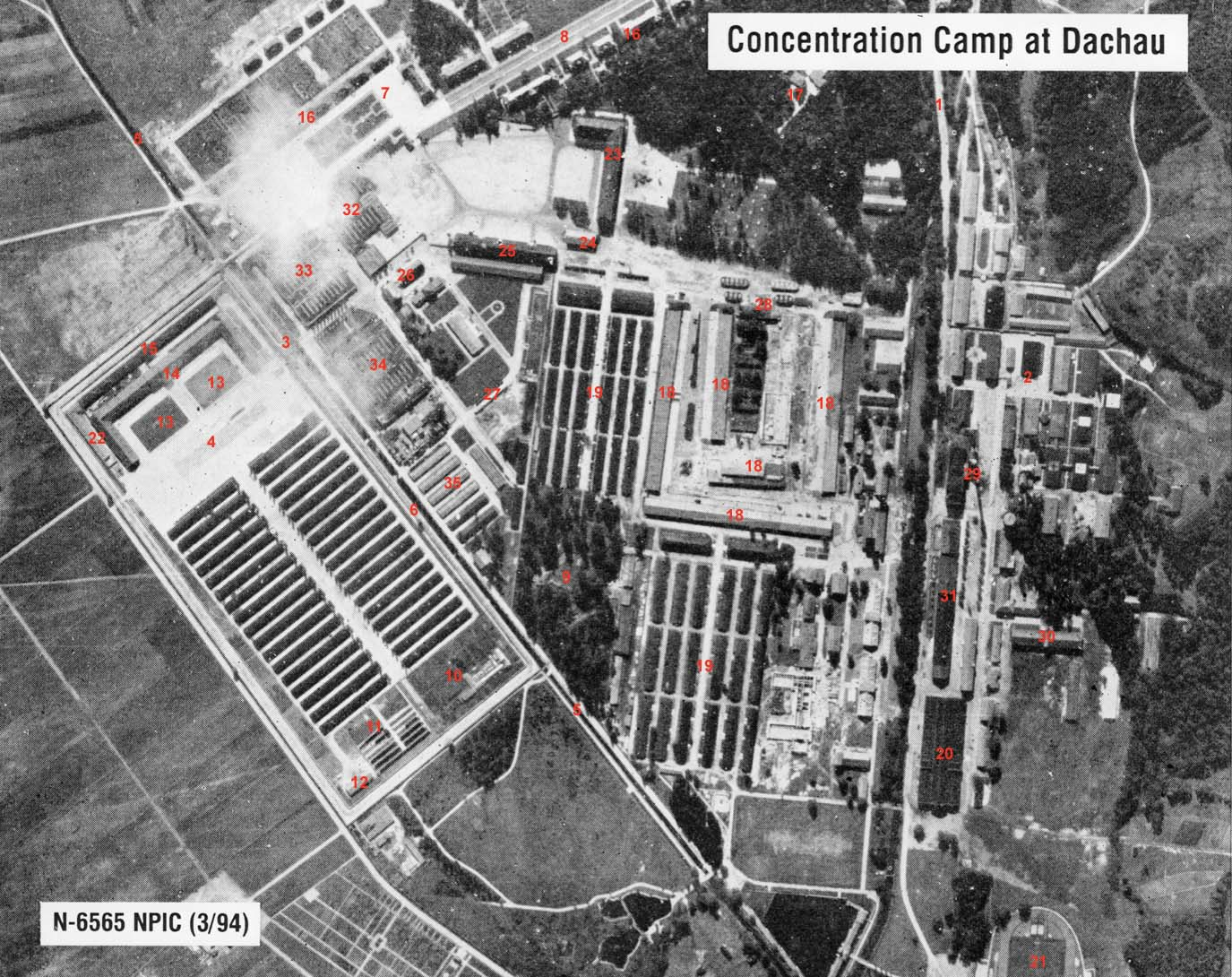
集中营航空照片

集中营划分为两个部分：营区和火化场。营区包含32个营房，包含一个用于关押反纳粹人员的营房以及一个用于医学实验的营房。监狱与厨房之间的空地用于处决囚犯。集中营周围为深沟、高墙等。

## 現代事件
2014年11月2日，達豪集中營大門上的標誌被盜。2016年11月28日，它被發現於挪威第二大城市卑爾根北部的Ytre Arna停車場的篷布下。

## 曾被关押的著名人物
- 弗朗茲·哈爾德，被希特勒厭棄的前陸軍參謀長及德國陸軍大將（因為始終曾任陸軍參謀長因此待遇完全不差）。
- 布鲁诺·贝特尔海姆，心理学家。
- 巴伐利亞弗朗茨公爵，巴伐利亚王位继承人。
- 喬治·艾爾塞，曾於1939年11月9日試圖暗殺希特勒。
- Eliane Plewman，英国女特工
- 努爾·艾娜雅特·汗，英国女特工
- 特奧多爾·沃爾夫，德國猶太作家、評論家以及報刊編輯。